# Bezirk Brzeżany

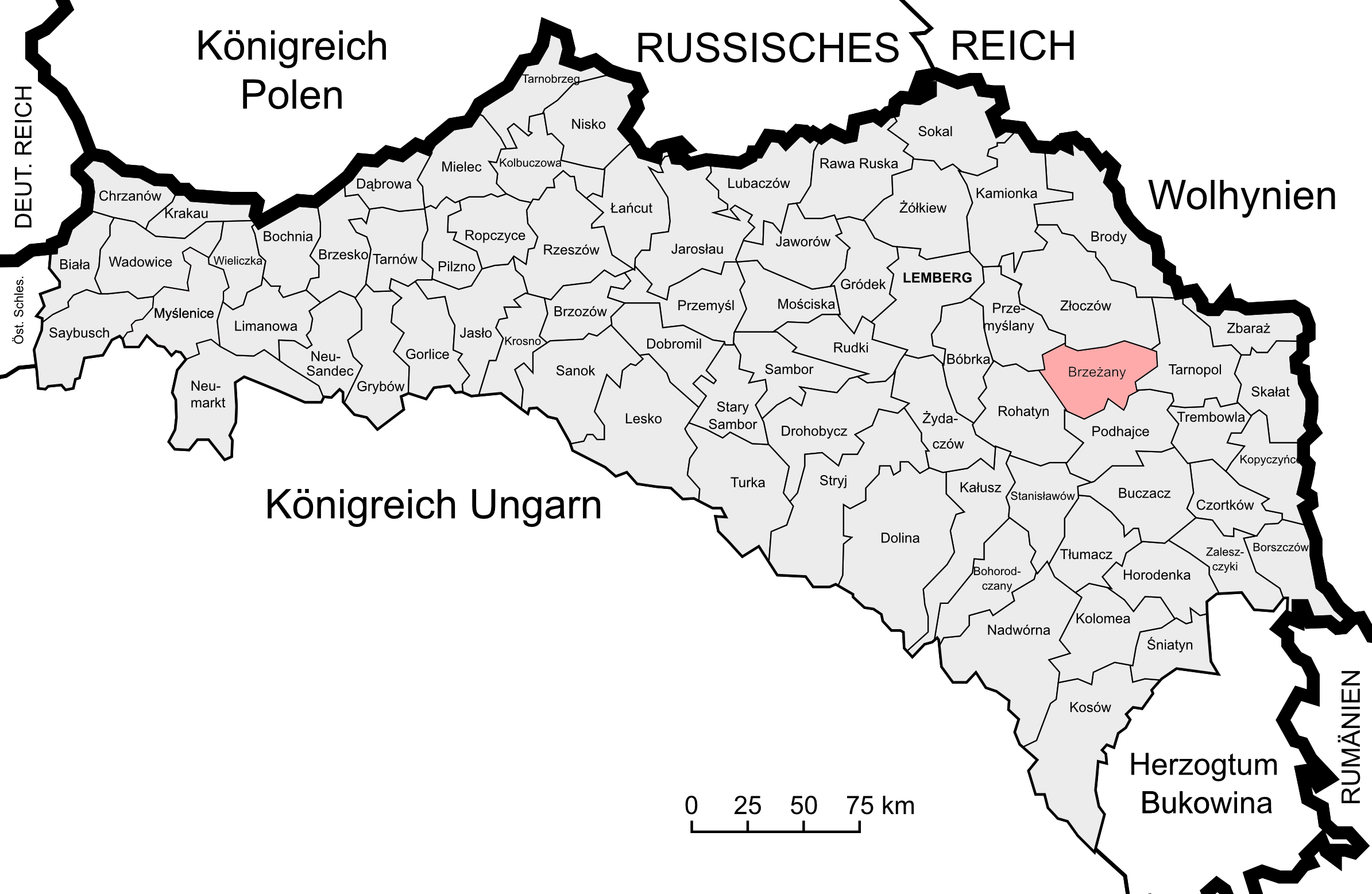
Lage des Bezirks Brzeżany im Kronland Galizien und Lodomerien

Der Bezirk Brzeżany (bis in die 1880er Jahre auch mit deutschen Namen Bezirk Brzeżan) war ein politischer Bezirk im Kronland Galizien und Lodomerien. Sein Gebiet umfasste Teile Ostgaliziens in der heutigen Westukraine (Oblast Ternopil, Rajon Bereschany sowie Rajon Kosowa), Sitz der Bezirkshauptmannschaft war die Stadt Brzeżany. Im November 1918 war der Bezirk nach dem Zusammenbruch der Donaumonarchie am Ende des Ersten Weltkriegs kurzzeitig Teil der Westukrainischen Volksrepublik.
Er grenzte im Norden an den Bezirk Zborów, im Nordosten und Osten an den Bezirk Tarnopol, im Süden an den Bezirk Podhajce, im Südwesten an den Bezirk Rohatyn sowie im Nordwesten an den Bezirk Przemyślany.

## Geschichte
Ein Vorläufer des späteren Bezirks (Verwaltungs- und Justizbehörde zugleich) wurde zum Ende des Jahres 1850 geschaffen, die Bezirkshauptmannschaft Brzeżan war dem Regierungsgebiet Stanislau unterstellt und umfasste folgende Gerichtsbezirke:
- Gerichtsbezirk Brzeżan
- Gerichtsbezirk Kozowa

Nach der Kundmachung im Jahre 1854 kam es am 29. September 1855 zur Einrichtung des Bezirksamtes Brzeżan (weiterhin für Verwaltung und Gerichtsbarkeit zuständig) innerhalb des Kreises Brzeżan.
Nachdem die Kreisämter Ende Oktober 1865 abgeschafft wurden und deren Kompetenzen auf die Bezirksämter übergingen, schuf man nach dem Österreichisch-Ungarischen Ausgleich 1867 auch die Einteilung des Landes in zwei Verwaltungsgebiete ab. Zudem kam es im Zuge der Trennung der politischen von der judikativen Verwaltung zur Schaffung von getrennten Verwaltungs- und Justizbehörden. Während die gerichtliche Einteilung weitgehend unberührt blieb, fasste man Gemeinden mehrerer Gerichtsbezirke zu Verwaltungsbezirken zusammen.
Der neue politische Bezirk Brzeżan wurde aus folgenden Bezirken gebildet:
- Bezirk Brzeżan (mit 37 Gemeinden)
- Bezirk Kozowa (mit 33 Gemeinden)
- Teilen des Bezirks Złotniki (Gemeinde Słoboda)

Der Bezirk Brzeżany bestand bei der Volkszählung 1910 aus 78 Gemeinden sowie 66 Gutsgebieten und umfasste eine Fläche von 1155 km². Hatte die Bevölkerung 1900 noch 94.589 Menschen umfasst, so lebten hier 1910 104.810 Menschen. Auf dem Gebiet lebten dabei mehrheitlich Menschen mit ruthenischer Umgangssprache (59 %) und griechisch-katholischem Glauben, Juden machten rund 10 % der Bevölkerung aus.

## Ortschaften
Auf dem Gebiet des Bezirks bestanden 1910 Bezirksgerichte in Brzeżany und Kozowa, diesen waren folgende Orte zugeordnet:
Gerichtsbezirk Brzeżany:
- Augustówka
- Baranówka
- Stadt Brzeżany
- Buszcze
- Byszki
- Demnia
- Dryszczów
- Dworce
- Hinowice
- Hucisko
- Koniuchy
- Kotów
- Krasnopuszcza
- Kuropatniki bestehend aus den Ortsteilen Budyłówka und Kuropatniki
- Kurzany
- Łapszyn
- Leśniki
- Litiatyn
- Mieczyszczów
- Nadorożniów
- Markt Narajów Miasto
- Narajów Wieś
- Olchowiec
- Plichów bestehend aus den Ortsteilen Plichów und Wolica
- Podwysokie
- Poruczyn
- Posuchów
- Potoczany
- Potok
- Potutory
- Raj
- Rekszyn
- Rohaczyn Miasto
- Rohaczyn Wieś
- Rybniki
- Sarańczuki bestehend aus den Ortsteilen Baźnikówka und Sarańczuki
- Stryhańce
- Szumlany
- Szybalin
- Trościaniec
- Urman
- Wierzbów
- Wulka
- Żołnówka
- Żuków

Gerichtsbezirk Kozowa:
- Budyłów
- Ceniów
- Chorobrów
- Chorościec
- Dmuchawiec
- Dubszcze
- Glinna
- Helenków
- Horodyszcze
- Kalne
- Kaplińce
- Komarówka
- Markt Kozłów
- Markt Kozowa
- Kozówka
- Krzywe
- Medowa
- Olesin
- Płaucza Mała
- Płaucza Wielka bestehend aus den Ortsteilen Cecory und Płaucza Wielka
- Płotycza
- Słoboda Złota
- Słobódka
- Taurów
- Teofipólka (Krasnopólka)
- Wiktorówka
- Wybudów
- Wymysłówka
- Złoczówka